# گلزاریگن
گلزاریگن، روستایی است از توابع بخش میان‌کنگی شهرستان زابل در استان سیستان و بلوچستان ایران.

## جمعیت
این روستا در دهستان قرقری قرار داشته و براساس آخرین سرشماری مرکز آمار ایران که در سال ۱۳۸۵ صورت گرفته، جمعیت آن ۱۵۶نفر (۲۸خانوار) بوده‌است.